# Bon Accord Football Club
Bon Accord Football Club foi um time de futebol de Aberdeen, Escócia, que sofreu a pior derrota em qualquer partida de futebol sênior escocês, perdendo por 36-0 para o Arbroath em 12 de setembro de 1885 em uma partida da primeira rodada da Copa da Escócia de 1885-86. Treze gols foram marcados pelo atacante John Petrie, uma Copa da Escócia e um recorde mundial conjunto.